# Otto Hölzl
Otto Hölzl (* 9. Juli 1897 in Fleck bei Lenggries; † 25. Juni 1977) war ein deutscher Bergmann und Paläontologe.
Hölzl war Sohn eines Fabrikarbeiters und musste selbst ab 1910 in einer Papierfabrik anfangen. Nach Wehrdienst im Ersten Weltkrieg wurde er 1919 Bergmann im Bergwerk Hausham. Ab 1934 war er aus Gesundheitsgründen über Tage angestellt. 1949 schied er aus und widmete sich ganz der Paläontologie. Sein Interesse begann unter Tage bei Betrachtung der Fossilien im Pechkohle-Nebengestein. Er galt bald als anerkannter Fachmann für Mollusken der bayerischen Molasse (und damit zusammenhängend der Stratigraphie der Molasse) und beriet bei neuen Kohle-Aufschlussbohrungen. Ab 1950 war er beim Bayerischen Geologischen Landesamt wissenschaftlicher Angestellter bis zur Pensionierung 1962 und nahm an der umfangreichen Erforschung der bayerischen Molasse in den 1950er Jahren teil, wobei ein wichtiges Motiv die Erdöl- und Erdgassuche war. Auch nach der Pensionierung blieb er als Paläontologe aktiv, hatte aber zunehmend Gesundheitsprobleme.
1959 wurde er Ehrendoktor der Universität München.
Seine Sammlung wurde vom Bayerischen Geologischen Landesamt erworben, heute Bayerisches Landesamt für Umwelt.